# Smeringopus
Smeringopus là một chi nhện trong họ Pholcidae.

## Các loài
Các loài trong chi này gồm:
- Smeringopus affinitatus Strand, 1906
- Smeringopus arambourgi Fage, 1936
- Smeringopus atomarius Simon, 1910
- Smeringopus buehleri Schenkel, 1944
- Smeringopus carli Lessert, 1915
- Smeringopus corniger Simon, 1907
- Smeringopus hypocrita Simon, 1910
- Smeringopus lesnei Lessert, 1936
- Smeringopus lesserti Kraus, 1957
- Smeringopus lineiventris Simon, 1890
- Smeringopus madagascariensis Millot, 1946
- Smeringopus natalensis Lawrence, 1947
- Smeringopus pallidus (Blackwall, 1858)
- Smeringopus peregrinoides Kraus, 1957
- Smeringopus peregrinus Strand, 1906
- Smeringopus pholcicus Strand, 1907
- Smeringopus roeweri Kraus, 1957
- Smeringopus rubrotinctus Strand, 1913
- Smeringopus sambesicus Kraus, 1957
- Smeringopus similis Kraus, 1957
- Smeringopus thomensis Simon, 1907
- Smeringopus zonatus Strand, 1906